# Xã Colfax, Quận Newton, Indiana
Xã Colfax (tiếng Anh: Colfax Township) là một xã thuộc quận Newton, tiểu bang Indiana, Hoa Kỳ. Năm 2010, dân số của xã này là 199 người.